# Ema (ime)
Ema je žensko ime. Izvedeno je od germanske riječi ermen što znači cijeli ili univerzalan. Po prvi puta se pojavljuje u Engleskoj, a u 11. stoljeću jedan je ausrtijski svetac nazvan Hemma, čiji je oblik sličan imenu Ema.
Nakon germanskog osvajanja, Ema je postalo uobičajeno ime u Engleskoj.U 18. stoljeću nastala su mnoga djela u kojima glavna junakinja nosi baš to ime, a to su npr. zbrika pjesama Matthew Priora Henry i Emma, nastala u 1709. i roman Jane Austen, Emma, nastao 1816. godine.
Ema je često ime u državama kao što su Sjedinjene Američke Države, gdje je 2008. bilo najpopularnije ime za djevojčice, Ujedinjeno Kraljevstvo, Francuska, Hrvatska, Švedska, Belgija, Kanada, Australija, Norveška, Novi Zeland, Mađarska, Finska, Danska, Njemačka, Nizozemska i Španjolska.

## Poznate osobe imenom Ema
- Emma Bolger, irska glumica
- Ema Brabcová, češka pjevačica
- Emma od Mělník, češka grofica, supruga Boleslava ll.
- Emma Anzai, basistica benda Sick Pupies
- Emma Bull, američka autorica znanstvene fantastike
- Emma Bunton, engleska pjevačica
- Emma Burns, australijska kraljica ljepote
- Emma Caulfield, američka glumica
- Emma Černá, češka glumica
- Emma Darwin, supruga
- Emma Fürstenhoff, švedska cvjećarica
- Emma Rabbe, venecuelanska glumica
- Emma Watson, engleska glumica
- Emma Thompson, američka glumica